# Rhodoleia championii
Rhodoleia championii este o specie de plantă din familia Hamamelidaceae. Este un copac mic și sempervirescent, cu flori stacojii polenizate preponderent de păsări, care crește în China, Indonezia, Malaysia, Myanmar și Vietnam.

## Descriere
Rhodoleia championii este un copac mic și sempervirescent care crește până la o înălțime de circa 12 m. Scoarța este netedă iar culoarea ei este maro închis. Florile sunt stacojii. Fiecare floare are câteva verticile de bractee rotunde, multe petale spatulate și stamine cu lungimea aproximativ egală cu cea a petalelor. Fructul este o capsulă cu cinci compartimente care conține niște semințe plate, galbene-maro.

## Răspândire
Această specie este nativă în sud-estul Asiei. Arealul său cuprinde țările Myanmar, Malaysia, Vietnam, China și Indonezia. Se găsește în păduri primare și secundare atât la altitudini mici, cât și la altitudini mari. Prima semnalare cunoscută a acestei specii a fost în Hong Kong, în 1848, dar de atunci a fost înmulțită acolo pentru a crește numărul de exemplare din sălbăticie.

## Ecologie
Florile speciei R. championii sunt polenizate preponderent de păsări; într-o zonă dintr-un parc național din provincia Guangdong a Chinei, florile au fost vizitate de șapte specii diferite de păsări care caută nectar, cei mai comuni vizitatori fiind Zosterops simplex și Aethopyga christinae. De asemenea, florile au fost vizitate într-o măsură mai mică de bondari și albine. Într-un alt parc din Guangdong, este arborele dominant, împreună cu Pinus hwangshanensis, iar elementele principale ale stratului de arbuști sunt iarba Miscanthus floridulus și bambusul Indocalamus tessellatus.

## Stare ecologică
R. championii are un areal larg și crește atât în păduri primare, cât și în păduri secundare, regenerându-se pe terenuri deschise și lângă străzi. Uniunea Internațională pentru Conservarea Naturii a clasificat această specie ca fiind neamenințată cu dispariția, deși în China este considerată o specie vulnerabilă.